# Kamov Ka-26
Kamov Ka-26 (NATO oznaka Hoodlum) je sovjetski lahki dvomotorni helikopter s koaksialnimi rotorji.  Ka-26 je bil popularen v državah Varšavskega pakta. V letih 1969−1985 so zgradili 816 helikopterjev.
Ka-126 je verzija z enim turbogrednim motorjem, Ka-226 pa z dvema. Vse različice imajo isto NATO oznako "Hoodlum". Zadnji del Ka-26 se da zamenjati glede na namen uporabe. Poganjata ga dva zvezdasta motorja Vedenejev M-14, vsak z 325 KM.  

## Specifikacije (Ka-26)
Podatki iz Jane's All The World's Aircraft 1982-83 
Splošne karakteristike
- Posadka: 2
- Število sedežev: 6 potnikov
- Tovor: 900 kg (1985 lb) **1100 kg (2425 lb) (leteči žerjav)
- Dolžina: 7,75 m (25 ft 5 in)
- Premer rotorja: 2x 13,00 m (42 ft 8 in)
- Višina: 4,05 m (13 ft 3½ in)
- Površina rotorjev: 265,5 m² (2856 ft²)
- Teža praznega letala: 1950 kg (4300 lb)
- Maks. vzletna teža: 3250 kg (7170 lb)
- Pogon letala: 2 ×  radialni motor Vedenejev M-14 V-26, 239 kW (325 KM)  vsak

 Zmogljivost 
- Maks. hitrost: 170 km/h (91 vozlov, 105 mph)
- Doseg: 400 km (215 nmi, 248 milj) (7 potnikov, 30 min rezerva)
- Trajanje leta: 3 ur 42 min
- Višina leta: 3000 m (9840 ft)
- Obremenitev rotorja: 12 kg/m² (2,5 lb/ft²)
- Razmerje moč/teža: 150 W/kg (0,09 KM/lb)